# Pick Withers
David "Pick" Withers, född 4 april 1948 i Leicester, är en brittisk trummis. Han var en av originalmedlemmarna i det brittiska rockbandet Dire Straits. Han var med på deras fyra första album, och kom att medverka på hitsinglar som "Sultans of Swing", "Romeo and Juliet" och "Tunnel of love".
Under 1982, när bandet hade färdigställt albumet Love Over Gold lämnade han Dire Straits för att få mer tid för sin familj, samt att inrikta sig mer på jazzmusik.
Pick Withers medverkade tillsammans med Mark Knopfler på Bob Dylans album Slow Train Coming.